# Stefanie Schoeneberg
Stefanie „Steffi“ Schoeneberg (* 10. Juni 1997) ist eine deutsche Handballspielerin, die für den deutschen Zweitligisten SG H2Ku Herrenberg aufläuft.

## Karriere
Stefanie Schoeneberg erlernte das Handballspielen bei der GHG Hahnheide. In der C-Jugend wechselte die Kreisspielerin zum VfL Bad Schwartau. In der Saison 2014/15 war sie über ein Doppelspielrecht für den Drittligisten SV Henstedt-Ulzburg spielberechtigt. In der darauffolgenden Spielzeit lief sie sowohl für die Schwartauer A-Jugend als auch für den Drittligisten TSV Travemünde auf. Mit dem VfL Bad Schwartau nahm sie im Jahr 2016 am Final Four um die deutsche A-Jugendmeisterschaft teil. 2016 unterschrieb die Rechtshänderin einen Vertrag beim deutschen Bundesligisten TV Nellingen. Am 2. Spieltag der Bundesligasaison 2016/17 erzielte sie zwei Treffer gegen den Buxtehuder SV. Zur Saison 2019/20 wechselte sie zur SG H2Ku Herrenberg.